# All Eyez on Me (film)
All Eyez on Me è un film del 2017 diretto da Benny Boom.
Film biografico incentrato sulla vita del rapper statunitense Tupac Shakur sceneggiato da Jeremy Haft, Eddie Gonzalez e Steven Bagatourian.
Il film, il cui titolo riprende quello del quarto album in studio del 1996 di Shakur, è interpretato da Demetrius Shipp Jr. nel ruolo di Shakur con Kat Graham, Lauren Cohan, Hill Harper e Danai Gurira in ruoli secondari, con Jamal Woolard che riprende il ruolo di Christopher "The Notorious BIG" Wallace dal film Notorious del 2009.
All Eyez on Me è stato presentato in anteprima il 14 giugno 2017 al Fox Bruin Theatre ed è stato distribuito negli Stati Uniti il 16 giugno 2017, in quello che sarebbe stato il 46º compleanno di Shakur. Il film ha ricevuto recensioni generalmente negative dalla critica, ma una risposta più positiva da parte del pubblico, incassando 54 milioni di dollari in tutto il mondo.

## Trama
Al Clinton Correctional Facility nel 1995, un documentarista arriva per intervistare Tupac Shakur. Nel flashback del 1971, la madre di Tupac, Afeni Shakur e altri membri del Black Panther Party vengono rilasciati dal carcere dopo l'assoluzione. Fin da piccolo, Tupac, instillato con orgoglio nero, è testimone di molteplici ingiustizie nel suo quartiere. Il suo patrigno, Mutulu, un rivoluzionario, viene catturato dall'FBI per una rapina e un omicidio di un camion blindato. Man mano che Tupac cresce, prende le distanze dagli ideali rivoluzionari di sua madre. Frequenta la Baltimore School for the Arts, dove diventa amico di Jada Pinkett.
La carriera musicale di Tupac inizia quando si unisce a Digital Underground per il loro successo "Same Song". Sotto la guida di Leila Steinberg, inizia a produrre album hip-hop. Sebbene la sua musica diventi popolare, i controversi testi di alcune canzoni causano tensioni tra lui e i suoi produttori discografici. Tupac inizia a recitare in film come Juice, oltre a collaborare con artisti tra cui Biggie Smalls. Genera sia elogi che polemiche.
Tupac si ritrova picchiato dagli agenti di polizia durante le escursioni a piedi. Un'altra volta, dopo che lui e EDI Mean, un membro del gruppo di 2Pac ha chiamato "Fuorilegge" intervengono quando due ufficiali bianchi fuori servizio attaccano un uomo nero, Tupac viene arrestato per aver sparato ai poliziotti. Tupac sviluppa una relazione controversa con il trafficante di droga e il partner musicale Nigel. Nel 1993, Tupac è sotto processo per accuse di stupro e molestie. Il 30 novembre 1994, viene attaccato da tre uomini nella hall dei Quad Recording Studios, viene colpito cinque volte prima che gli uomini fuggano e viene ricoverato in ospedale. Il giorno seguente, Tupac viene dichiarato non colpevole di stupro, ma dichiarato colpevole di contatto illegale e condannato a diciotto mesi di carcere.
Mentre è in prigione, Tupac ascolta la canzone di Biggie "Who Shot Ya?" e la interpreta come una traccia diss che si vanta del presunto coinvolgimento di Biggie nelle sue riprese. Tupac, che viene aggredito da due guardie mentre è in prigione, alla fine viene rilasciato e firma per Death Row Records sotto Suge Knight; in seguito lui e il compagno di etichetta Dr. Dre lavorano alla hit "California Love". Rilascia poi il brano "Hit Em Up" come risposta a "Who Shot Ya?" in cui Tupac si vanta di avere, presumibilmente, una relazione con la moglie di Biggie, Faith Evans. Tupac si separa da Death Row per lanciare la propria azienda. Più tardi, Suge offre a Tupac la possibilità di diventare partner e Tupac accetta di dirigere Death Row.
Il 7 settembre 1996, Tupac, Suge e altri membri del Mob Pirus stanno lasciando l'incontro di boxe di Mike Tyson Vs. Bruce Seldon all'MGM Grand Las Vegas. Si confrontano con il membro della banda di South Side Crip che ha fatto saltare un amico e Tupac lo colpisce a terra, provocando una rissa. Tupac si ferma nel suo hotel per cambiarsi e dice a Kidada che tornerà dopo un'ora. Con Suge nella sua auto, è all'incrocio tra Flamingo Road e Koval Lane quando una Cadillac si affianca alla BMW di Tupac e gli spara a più volte prima di fuggire dalla scena. Il testo sullo schermo afferma che Tupac è morto sei giorni dopo all'età di 25 anni. Il suo omicidio rimane irrisolto.

## Produzione

### Sviluppo
Il 10 febbraio 2011, è stata diffusa la notizia che Morgan Creek Productions stava sviluppando e avrebbe finanziato e prodotto Tupac, un film biografico sulla leggenda del rap Tupac Shakur, che avrebbe seguito tutta la sua vita, dal crescere ad East Harlem fino a diventare un leggendario cantautore e artista hip-hop, alla sua morte a Las Vegas all'età di 25 anni. Il film ha languito nell'inferno dello sviluppo per diversi anni con vari registi, tra cui Antoine Fuqua e John Singleton, attaccati in diversi punti prima che Boom fosse confermato nel novembre 2015. La sceneggiatura è stata scritta da Steven Bagatourian, Stephen J. Rivele e Christopher Wilkinson. James G. Robinson e David C. Robinson dovevano produrre il film, insieme a LT Hutton della Program Pictures, e la madre di Tupac, Afeni Shakur, è stata impostata come produttrice esecutiva, con la produzione inizialmente prevista per iniziare quell'estate. Il 19 settembre 2013, Emmett / Furla / Oasis Films si sono uniti per cofinanziare e co-produrre il film con un budget di 45 milioni di dollari, insieme a Morgan Creek. Il 12 febbraio 2014, John Singleton ha firmato per riscrivere, dirigere e produrre il film, e il 16 aprile 2014, Open Road Films ha acquisito i diritti di distribuzione negli Stati Uniti. Ed Gonzalez, Jeremy Haft e Singleton hanno scritto l'ultima bozza della sceneggiatura. Il 7 aprile 2015, è stato rivelato che Singleton era uscito dal film, a causa di importanti differenze creative, e al suo posto era stato invitato a dirigere Carl Franklin. Il 28 ottobre 2015, The Hollywood Reporter ha riferito che Emmett / Furla / Oasis avevano fatto causa a Morgan Creek per oltre $10 milioni per aver infranto l'accordo di coproduzione delle società, firmato nel settembre 2013. Nell'accordo, i termini includevano non aumentare il budget di produzione oltre $ 30 milioni, l'approvazione reciproca per la selezione dell'attore principale, un programma di riprese e accordi sulla distribuzione e sulle vendite. Randall Emmett e George Furla dichiararono inoltre di aver firmato per la prima volta un accordo di distribuzione con Open Road, che Morgan Creek aveva respinto, e che Morgan Creek aveva siglato un nuovo accordo con Open Road senza reciproca approvazione. Nel dicembre 2015, Shipp Jr., il cui padre ha lavorato ai video musicali con Shakur, è stato scelto come cantante e le riprese sono iniziate quel mese. Le riprese sono durate fino ad aprile 2016, filmando a Atlanta, Las Vegas e Los Angeles.

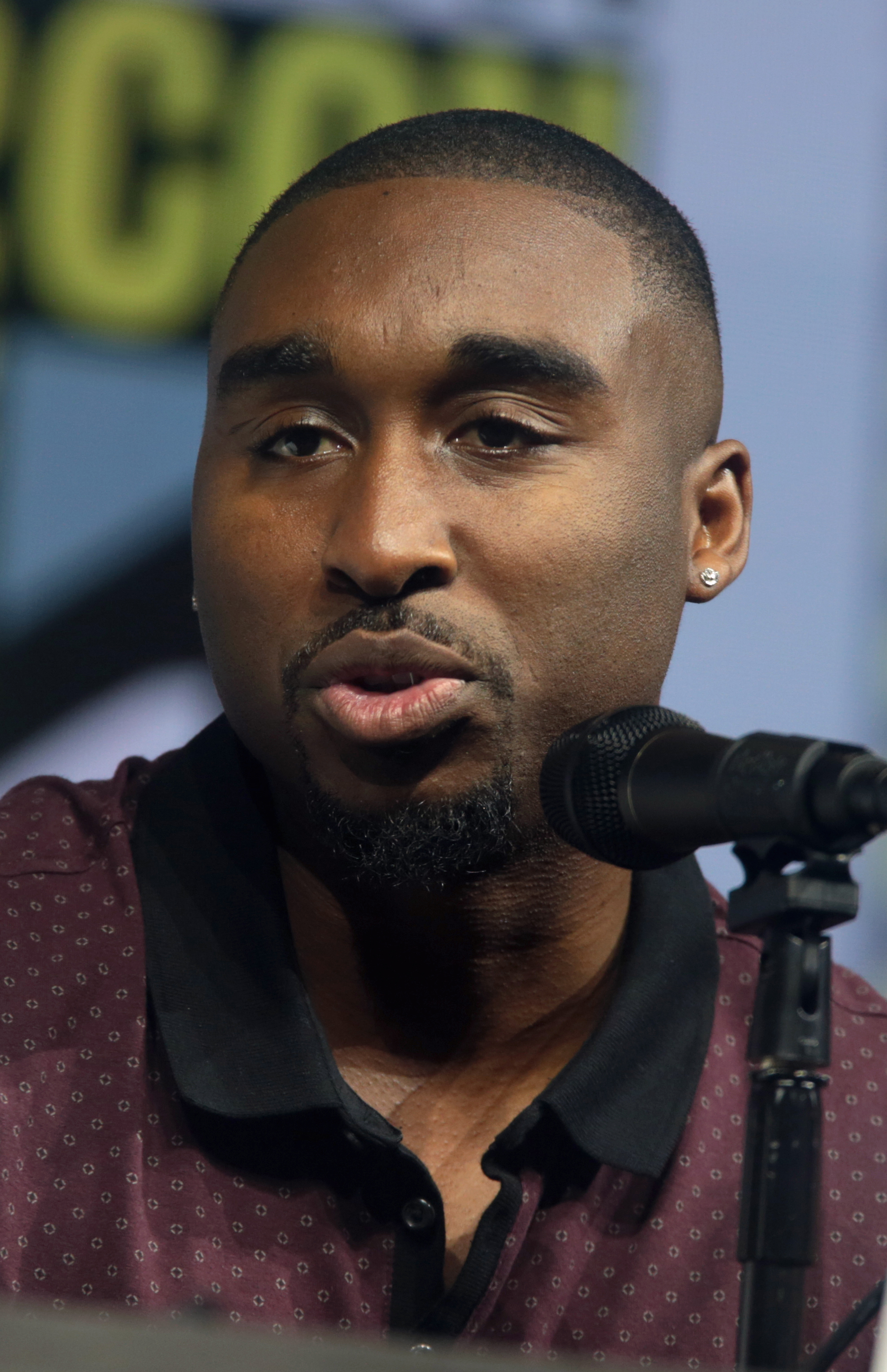
Demetrius Shipp Jr. interpreta Tupac nel film

### Casting
Il 30 novembre 2015, è stato riferito che il regista musicale Benny Boom avrebbe diretto il film, in sostituzione di Franklin. All'inizio di dicembre 2015, il titolo del film è stato confermato come All Eyez On Me. Il nuovo arrivato Demetrius Shipp, Jr. doveva interpretare Tupac. Jamal Woolard si è unito al film per interpretare The Notorious B.I.G., l'amico di Tupac è diventato rivale, riprendendo il suo ruolo da protagonista nel film Notorious del 2009. L'11 gennaio 2016, Danai Gurira è stata aggiunta al cast del film per interpretare la madre di Tupac, Afeni Shakur, attivista politico e membro del Black Panther Party. Variety riferì il giorno successivo che Kat Graham aveva firmato per interpretare Jada Pinkett, un'amica di Tupac della Baltimore School for the Arts. In seguito fu rivelato che Dominic L. Santana era stato scelto come produttore discografico Suge Knight.
Il 13 gennaio Jamie Hector ha firmato per interpretare Mutulu Shakur, il patrigno di Tupac. Il 15 gennaio Lauren Cohan si è unita al cast per interpretare Leila Steinberg, una figura chiave nella vita di Tupac, come suo mentore. Money B è apparso nel film come se stesso, collaboratore di Tupac in Digital Underground, mentre Clifton Powell è stato scelto come Floyd, detenuto presso la Clinton Correctional Facility, e Johnell Young come amico intimo di Tupac, Ray Luv. Il 19 gennaio, TheWrapha riferito che Grace Gibson era stata scelta per interpretare la moglie di Biggie Smalls, Faith Evans, e il 22 gennaio 2016 Keith Robinson è stato scelto per il ruolo di Atron Gregory, fondatore della TNT Records, che per primo ha aiutato Tupac a diventare ballerino e assolo artista. Annie Ilonzeh è stata aggiunta al cast nel febbraio 2016 per interpretare Kidada Jones, che era fidanzata con Tupac al momento della sua morte.

### Riprese
Le riprese del film sono iniziate a metà dicembre 2015 ad Atlanta, in Georgia. Le riprese sono terminate il 12 aprile 2016 a Las Vegas, Nevada.

## Distribuzione
Il film è stato presentato in anteprima il 14 giugno 2017 a Los Angeles ed è stato distribuito negli Stati Uniti a partire dal 16 giugno 2017, giorno del 46º compleanno di Shakur se fosse stato ancora in vita. In Italia è uscito nelle sale dal 7 settembre 2017, distribuito da Lucky Red e M2 Pictures.
Nessun album ufficiale della colonna sonora è stato pubblicato per accompagnare il film.

## Accoglienza

### Incassi
All Eyez on Me ha incassato $ 44,8 milioni negli Stati Uniti e in Canada e $10,7 milioni in altri territori, per un totale mondiale di $55,5 milioni, contro un budget di produzione di $ 40 milioni.

### Critica
Su Rotten Tomatoes, il film ha un indice di gradimento del 18% basato su 88 recensioni, con una valutazione media di 4.32/10. Il consenso critico del sito Web recita: "Nonostante le eccellenti prestazioni di Demetrius Shipp Jr., All Eyez on Me è per lo più un biopic a scrematura superficiale, secondo i numeri di un'icona più grande della vita." Su Metacritic, che assegna una valutazione normalizzata, il film ha un punteggio medio ponderato di 38 su 100, basato su 22 critici, indicando "recensioni generalmente sfavorevoli". Il pubblico intervistato da CinemaScore ha assegnato al film un voto medio di "A -" su una scala da A + a F.

## Inesattezze storiche
Jada Pinkett Smith dichiarò che il film conteneva inesattezze sulla sua relazione con Tupac e sul perché partì per la California. La Smith ha precisato che Tupac non ha mai letto la poesia che ha letto al suo personaggio nel film e che non sapeva che esisteva fino a quando è stata pubblicata nel suo libro. Ha anche affermato di non aver mai assistito a uno degli spettacoli di Tupac su sua richiesta e che non c'erano discussioni sul backstage. Tuttavia, ha elogiato le esibizioni di Shipp e Graham.

## Causa
Nel giugno 2017, poco dopo l'uscita di All Eyez on Me, il giornalista Kevin Powell ha intentato una causa per violazione del copyright contro i cineasti. Nella denuncia Powell sosteneva che il film fosse derivato da numerosi articoli che Powell scrisse per Vibe Magazine negli anni '90. Mentre gli eventi della vita di Tupac sono di dominio pubblico, Powell ha affermato di aver "cambiato o abbellito" parti dei suoi articoli. Una delle affermazioni fatte da Powell nella causa fu che aveva inventato il personaggio di Nigel.